# Закон о запрете пропаганды ЛГБТ в Санкт-Петербурге
Закон о запрете «пропаганды ЛГБТ» в Санкт-Петербурге среди несовершеннолетних (№ 108-18) был принят 7 марта 2012 года в виде изменений в Закон Санкт-Петербурга «Об административных правонарушениях в Санкт-Петербурге», дополняющих закон статьями 7.1 («Публичные действия, направленные на пропаганду мужеложства, лесбиянства, бисексуализма, трансгендерности среди несовершеннолетних») и 7.2 («Публичные действия, направленные на пропаганду педофилии»).

## Инициирование закона, его содержание и процесс принятия
Автором законопроекта является депутат от фракции «Единая Россия» Виталий Милонов. По его словам, авторы закона «просят государственную власть РФ защищать не только интересы различных меньшинств, но и права большинства», а «волна популярности половых отклонений» негативно воздействует на детей. По мнению инициировавшей этот законопроект фракции «Единая Россия», данный законопроект направлен на обеспечение гарантий прав ребёнка в Российской Федерации, в частности, на защиту детей от факторов, негативно влияющих на их физическое, интеллектуальное, психическое, духовное и нравственное развитие.
«Публичные действия, направленные на пропаганду мужеложства, лесбиянства, бисексуализма, трансгендерности среди несовершеннолетних» в законе определяются как «деятельность по целенаправленному и бесконтрольному распространению общедоступным способом информации, способной нанести вред здоровью, нравственному и духовному развитию несовершеннолетних, в том числе сформировать у них искаженное представление о социальной равноценности традиционных и нетрадиционных брачных отношений». Для нарушителей предусмотрены штрафы: для граждан — до 5 тысяч рублей, должностных лиц — до 50 тысяч рублей, юридических лиц — до 500 тысяч рублей. «Публичные действия, направленные на пропаганду педофилии» в законе определяются как «деятельность по целенаправленному и бесконтрольному распространению общедоступным способом информации, осуществляемую с целью формирования в обществе искаженных представлений о соответствии социальным нормам интимных отношений между совершеннолетними и несовершеннолетними лицами». Для нарушителей предусмотрены штрафы: для граждан — 5 тысяч рублей, должностных лиц — 50 тысяч рублей, юридических лиц — от 500 тысяч до 1 000 000 рублей.
16 ноября 2011 года законопроект был одобрен Законодательным собранием Санкт-Петербурга в первом чтении — поддержали 27 депутатов, 1 воздержался и 1 проголосовал против. 8 февраля 2012 года депутаты Законодательного собрания Санкт-Петербурга приняли законопроект против «пропаганды гомосексуализма» во втором, а 29 февраля — в третьем чтении. В последнем случае голосование происходило в поименном режиме, а не в составе фракций, при этом большая часть депутатов фракций «Справедливая Россия», КПРФ и ЛДПР отказались нажимать кнопки. За документ проголосовали 26 депутатов, пять депутатов фракции «Яблока» выступили против, а её основатель Григорий Явлинский воздержался. 7 марта Георгий Полтавченко, губернатор Санкт-Петербурга, подписал закон.

## Реакция

### Сторонники
Представитель фракции ЛДПР в Заксобрании Санкт-Петербурга Елена Бабич во время одобрения закона в первом чтении высказала мнение, что закон является слишком мягким и предложила ввести за пропаганду гомосексуализма пожизненное заключение. В ответ на это было сообщено, что ко второму чтению размер штрафов будет увеличен. При этом в качестве примеров пропаганды гомосексуализма депутатом от фракции ЛДПР Еленой Бабич были названы, в частности, размещение фразы «Гей, славяне» на первых полосах газет, наличие в городе учреждений с названием «Радуга», изображений Петра I на фоне радуги:

«У нас в День города по всему Петербургу висит лицо Петра Первого и яркая радуга. Какая радуга, когда это мировой символ геев? А у нас по всему городу то детский сад „Радуга“, аптека „Радуга“. Все радуемся. Скоро дорадуемся так, что вымрем»
Также поддержал проект и лидер фракции КПРФ в Законодательном собрании Санкт-Петербурга Владимир Дмитриев, предложив ужесточить наказание за «пропаганду гомосексуализма», увеличив штраф в два раза — 1 миллион рублей.
21 марта 2012 года у стен Мариинского дворца в Санкт-Петербурге Профсоюз граждан России провел одиночный пикет в поддержку закона о запрете пропаганды гомосексуализма и педофилии среди несовершеннолетних. Депутат Законодательного Собрания Санкт-Петербурга Виталий Милонов, ставший инициатором принятия поправок, поддержал пикетчиков Профсоюза.

### Противники

#### Россия
После принятия законопроекта в первом чтении его противниками были устроены одиночные пикеты у здания Законодательного собрания. Представители ЛГБТ-движения начали собирать подписи под петицией к губернатору Санкт-Петербурга, Георгию Полтавченко. Против закона выступили многие блогеры, среди которых были и такие люди как Антон Носик[значимость факта?]. Возражения по поводу утверждённого в Санкт-Петербурге законопроекта высказали правозащитники России — Людмила Алексеева, Олег Орлов и Лев Пономарев.
Правозащитник Олег Орлов заявил: «Любые подобные инициативы должны вначале серьёзно проходить экспертную оценку среди серьёзных юристов. Должна быть общественная дискуссия, потом уже следует выносить такую инициативу». По его словам, формулировки предложенного законопроекта слишком расплывчаты и могут привести к произволу при их применении на практике.
Глава Московской Хельсинкской группы Людмила Алексеева также высказалась отрицательно: «Если были бы нормальные эксперты, то им (депутатам) бы они объяснили, что такой закон не стоит принимать ни с какой из точек зрения».
Лидер движения «За права человека» Лев Пономарев аналогично считает, что инициатива питерских депутатов не продумана. В частности, он задаётся вопросом, будет ли рассматриваться в качестве «пропаганды гомосексуализма» освещение по телевидению реальных историй о западных политиках, которые являются открытыми гомосексуалами, создают однополые семьи и усыновляют детей.
По мнению представителей ЛГБТ-сообщества, законопроект в Санкт-Петербурге фактически запрещает любую деятельность ЛГБТ-организаций, поскольку «любые места, куда может теоретически пройти несовершеннолетний, любая газета, любая статья, которую теоретически может прочитать несовершеннолетний — запрещена». Автор законопроекта, депутат от «Единой России» Виталий Милонов подтверждает, что публичная деятельность ЛГБТ-активистов будет преследоваться. При этом он заявил:

Никто не собирается запрещать никакие гей-сообщества и ЛГБТ. Мы просто им говорим, не надо пожалуйста заниматься этим в школах и пропагандировать этот образ жизни среди несовершеннолетних граждан.— Виталий Милонов
Основатель движения Московский гей-прайд Николай Алексеев назвал петербургский законопроект «позором» и заявил, что гомосексуальность — личностная характеристика, которую, в отличие от идеологии, пропагандировать невозможно. Он также категорически отверг обвинения в том, что гей-парады — это «пропаганда гомосексуализма»:

«Пропаганда должна достигать определённых целей. Мы выходим на улицу не с целями „смотрите, как это классно, вступайте в наши ряды“. Мы выходим для того, чтобы заявить о равноправии, о необходимости соблюдения наших прав — легализуйте однополые браки, запретите дискриминацию и так далее»
С критикой законопроекта о запрете «пропаганды гомосексуализма» в Санкт-Петербурге выступили представители Петербургского отделения партии «Яблоко». С резкой критикой законопроекта выступил Григорий Явлинский:

«Непонятен ни один из терминов, использованных в данном законе. Что можно считать пропагандой? Кто это будет определять? Если речь идет о призывах совершать действия сексуального характера в отношении несовершеннолетних (в законе это названо педофилией), то это является самостоятельным уголовным преступлением, а депутаты фактически предлагают заменить наказание всего лишь штрафом в 1 тысячу рублей, что просто развязывает преступникам руки».

«К сожалению, мнение ведущих российских психологов, психиатров и педагогов не было услышано. Законопроект, не имеет под собой никакой научной базы и основан на предрассудках и ложных представлениях. Он противоречит федеральному законодательству, а также ратифицированным нашей страной международным документам о правах человека. Более того, он ограничивает право на информацию».
В апреле 2012 г. ЛГБТ-организация «Выход» обжаловала закон в суде. Городской суд Санкт-Петербурга жалобу отклонил, Верховный суд РФ согласился с городским.
16 мая гей-активист Николай Алексеев обратился в Уставной суд Петербурга с жалобой, в которой просит проверить соответствие закона о запрете пропаганды гомосексуализма среди несовершеннолетних городскому уставу.
Петербургский омбудсмен А. В. Шишлов в 2013 году заявил, что закон, «на мой взгляд, лежит таким неприятным пятном на репутации Санкт-Петербурга. Вокруг этого закона было очень много громких дискуссий, а результат его правоприменения — одно судебное дело, которое было инициировано, в общем-то, с провокационными целями одним из активистов ЛГБТ-сообщества для того, чтобы обжаловать судебное решение в Европейском Суде (..) сама история правоприменительной практики этого закона однозначно показывает, что этот закон нужно отменять. А теперь появились ещё и весомые основания. Появился федеральный закон в этой же сфере, который делает петербургский закон просто ненужным».

#### Международная реакция
Международная правозащитная организация Amnesty International призвала власти Санкт-Петербурга остановить принятие закона против «пропаганды гомосексуализма» в Санкт-Петербурге:

«Этот законопроект является плохо завуалированной попыткой легализовать дискриминацию лесбиянок, геев, бисексуалов и транссексуалов во втором по величине городе России. Утверждения о том, что борцы за права ЛГБТ-сообщества каким-либо образом совращают российскую молодежь через „пропаганду“, были бы смешны, если бы потенциальный эффект от этого нового закона не был столь опасным и масштабным»
С осуждением законопроекта выступил Государственный департамент США. «Права геев — это права человека, а права человека — права геев», — цитируются в заявлении Госдепа слова госсекретаря Хиллари Клинтон. В ответ на это МИД России заявило о некорректности позиции госдепартамента США, назвав это публичным вмешательством в законотворческий процесс в России. Уполномоченный МИД РФ по вопросам прав человека, демократии и верховенства права Константин Долгов на вопрос информационного агентства Интерфакс сообщил, что в российском законодательстве «не допускается абсолютно никакой дискриминации, в том числе по признакам сексуальной ориентации».
МИД Великобритании выразило озабоченность по поводу предложенного законопроекта в Санкт-Петербурге. Представитель МИД Британии высказал обеспокоенность попытками связать вопросы сексуальной ориентации с педофилией и пообещал поднять вопрос на консультациях Европейского Союза с Россией. Он также напомнил, что Комитет министров Совета Европы призывает стран-членов принять меры по обеспечению «свободы информации о сексуальной ориентации или гендерной идентичности».
Генеральный секретарь Совета Европы Торбьен Ягланд в интервью радио «Эхо Москвы» 5 января 2012 года выразил разочарование попытками принятия законопроекта о запрете «пропаганды гомосексуализма» в Санкт-Петербурге, отметив, что принятие подобных решений ведёт Россию в противоположном от Европы направлении. На вопрос корреспондента, угрожает ли психической безопасности детей открытая демонстрация гомосексуальных связей по телевизору, в книгах, в искусстве, в СМИ, он ответил:

«Вовсе нет. Свобода слова — это одно из самых базовых прав демократического общества. Что такое пропаганда? Пропаганда — это, прежде всего, высказывание какого-то определённого мнения. Гомосексуализм существует, и об этом следует говорить открыто, а не пытаться как-то утаить эту информацию».
Торбьен Ягланд напомнил также, что «Советом Европы принята резолюция, которая защищает права человека, права гомосексуалистов и лесбиянок», и что у России имеются обязательства перед Советом Европы, поскольку Россия является полноправным членом этой организации.
14 декабря 2011 года депутаты Европейского Парламента одобрили резолюцию по России. В пункте 22 этой резолюции говорится, что Европейский Парламент «осуждает недавние предложения введения наказаний за публичную информацию о сексуальной ориентации и гендерной идентичности в различных российских регионах и на федеральном уровне».
Представитель МИД Франции Бернар Валеро заявил, что власти Франции внимательно следят за ситуацией вокруг рассматриваемого в Петербурге законопроекта о запрете пропаганды гомосексуализма и педофилии среди несовершеннолетних. «Франция напоминает, что она выступает против наказаний за нетрадиционную сексуальную ориентацию, а также выступает против объединения (в законопроекте — „ИФ“) таких понятий, как сексуальная ориентация и педофилия», — добавил Б.Валеро.
14 февраля 2012 года Европейский Парламент одобрил текст резолюции по политической ситуации в России, в которой 15 пунктом констатировано, что Европарламент «решительно осуждает одобрение Законодательным Собранием Санкт-Петербурга законопроекта против пропаганды сексуальной ориентации и равным образом осуждает аналогичные законы, принятые в Рязанской, Архангельской и Костромской областях, призывает все органы российской власти остановить ограничение свободы выражения в отношении сексуальной ориентации и гендерной идентичности в соответствии с Европейской Конвенцией прав человека и Международным пактом о гражданских и политических прав».
Мировое ЛГБТ-сообщество обратилось к губернатору Петербурга Георгию Полтавченко, требуя не подписывать закон. На сайте AllOut.org выложено видеообращение к Полтавченко, под которым по данным на 1 февраля было собрано около 70 тысяч подписей. «Губернатор Санкт-Петербурга хочет сделать свой город номером один в мире для туристов. Если он примет закон, мы туда не поедем. Миллионы людей туда не поедут», — говорится в ролике.
 Хельсинки, Финляндия 12 апреля 2012 года члены финской организации SETA совместно с правозащитниками из Amnesty International провели у дворца «Финляндия» акцию протеста в связи с принятием в Санкт-Петербурге упомянутого закона и высказались против приезда в Финляндию подписавшего закон губернатора Георгия Полтавченко.
Генеральный консул Нидерландов Йенес де Мола заявил, что петербургский закон противоречит международному законодательству. В интервью Piter.tv он сказал: «Россия — член множества международных организаций, членство в которых подразумевает соблюдение фундаментальных прав и свобод человека, в том числе право выбора сексуальной ориентации. Ваше правительство считает иначе и мы с ним ведем дискуссии».
Глава представительства Европейского Союза в РФ Фернандо Валенсуэла 30 мая 2012 года заявил, что принятый в Санкт-Петербурге закон о запрете пропаганды гомосексуализма и педофилии среди несовершеннолетних идет вразрез с обязательствами Российской Федерации как страны, подписавшей Европейскую конвенцию по правам человека.
 Милан, Италия. Местным советом 22 ноября 2012 года была принята резолюция в знак протеста против санкт-петербургского закона.

## Правоприменительная практика и обжалование закона
Первое наказание по статье о пропаганде гомосексуализма в Санкт-Петербурге было назначено судом в мае 2012 года за одиночный пикет Н. А. Алексеева у Смольного, состоявшийся 12 апреля. Он был оштрафован на 5 тыс. руб. за плакат с цитатой Фаины Раневской: «Гомосексуализм — это не извращение. Извращение — это хоккей на траве и балет на льду».
Алексеев заявил, что факт применения закона на практике открывает широкие возможности по его обжалованию в Конституционном Суде РФ и Европейском суде по правам человека. Он сообщил о своём намерении осуществить это. 14 мая Николай Алексеев обжаловал решение в Смольнинском районном суде Петербурга как нарушающее российскую Конституцию и Европейскую конвенцию о защите прав человека и основных свобод.
В июне решение было оставлено в силе, и Алексеев обжаловал его в Уставном суде Санкт-Петербурга. Вслед за этим Алексеев обжаловал санкт-петербургский закон в Европейском суде по правам человека и потребовал признать, что Россия нарушила в отношении него две статьи Европейской Конвенции о защите прав человека и основных свобод: статью 10 — право на свободу выражения мнений и статью 14 — запрет дискриминации.
В сентябре 2012 года Судебная коллегия Верховного суда признала законным запрет пропаганды гомосексуализма среди несовершеннолетних. При этом Верховный суд оговорил, что гей-активисты вправе распространять информацию о гомосексуальности общего и нейтрального содержания, а недопустимо именно активное навязывание информации. 

«Запрет пропаганды гомосексуализма не препятствует реализации права получать и распространять информацию общего, нейтрального содержания о гомосексуальности, проводить публичные мероприятия в предусмотренном законом порядке, в том числе открытые публичные дебаты о социальном статусе сексуальных меньшинств, не навязывая гомосексуальные жизненные установки несовершеннолетним как лицам, не способным в силу возраста самостоятельно критически оценить такую информацию.»
4 декабря 2013 года Конституционный Суд Российской Федерации признал петербургский закон не противоречащим основному закону страны.